# 愛情你比我想的閣較偉大
〈愛情你比我想的閣較偉大〉（英語："Oh Love, You Are Much Greater Than I Imagined"）是台灣獨立樂團茄子蛋的歌曲，於2021年3月15日獨立發行。該歌曲是同年台灣電影《當男人戀愛時》的電影主題曲，也是茄子蛋應合作多次的導演殷振豪邀請而首次創作的影視主題曲。
歌曲發行後備受歡迎，不僅蟬聯台灣KKBOX華語及臺語週榜冠軍數週，更在該平台華語、臺語年度單曲累積榜上奪得第一。歌曲入圍第58届金马奖最佳原創電影歌曲，並獲得第33屆金曲獎年度歌曲獎。

## 背景和發行
《當男人戀愛時》是導演殷振豪的首部劇情長片，該電影以男性視角出發，講述討債流氓阿成（邱澤飾）愛上苦命女浩婷（許瑋甯飾）的故事。殷振豪過去曾製作多達25部音樂影片（MV），其中最受好評的莫過於台灣獨立樂團茄子蛋的〈浪子回頭〉、〈浪流連〉、〈這款自作多情〉，這三部影像作品因其連貫的劇情，呈現台灣的草根情懷而有「浪子宇宙三部曲」美譽。但這次他決定以翻拍2014年韓國電影《不標準的情人》作為生涯首部長篇電影之嘗試。在接受《上報》採訪時，殷振豪指出《當男人戀愛時》就是「浪子宇宙」的延伸。他表示在看到原作後，被男主角「那股豪氣的浪漫手段」所深深感動，認為其「那股用盡自以為是的傻氣」似乎符合「浪子宇宙」的故事意涵。考慮到商業化，他試圖將電影「消化、拆解」，並溶入台灣味的元素。因此，創作這一次的主題曲的任務一樣被交給茄子蛋。
過去兩方合作都是殷聽到歌曲後，再透過音樂意境構築MV的畫面，但這次樂團只拿到電影的劇本及劇照來參考。這首歌前後共耗去半年創作。MV於2021年3月14日的13:14分上載至YouTube，茄子蛋並於同日出席主題曲的發布會，而音源則於隔日上線至各大音樂平台。

## 詞曲
〈愛情你比我想的閣較偉大〉由茄子蛋主唱黃奇斌作詞作曲，編曲則由黃與吉他手謝耀德、蔡鎧任共同負責。在銀河網路電台的單曲介紹文字中，黃奇斌指出這首歌的靈感來自團員三人出生的1990年代，「鼓的編曲模擬從前的電子音樂感、貝斯部分則嘗試做類似舞曲的重拍、合成器挑選了具有潮流感的音色」，「就像電影劇中男主角阿成的故事一樣，急速地跌入愛情裡頭。」
樂曲總長3分52秒，以A小調創作，速度為每分鐘150拍。歌詞唱出戲中阿成義無反顧地追求愛情，最後一句「愛你愛甲白目眉」意指會陪你一直到老，是主唱黃奇斌（阿斌）看完電影劇本後直覺想到的句子。

## 音樂錄影帶
該歌曲的MV由電影《當男人戀愛時》的導演殷振豪執導，是茄子蛋第六度與殷振豪合作，當中不時穿插茄子蛋和邱澤在保齡球館演唱的畫面及電影重點片段。截至2021年12月，該MV在YouTube的觀看次數已突破3349萬次。2021年12月1日，該MV奪得YouTube臺灣2021年度熱門音樂影片排行榜冠軍，成為首度拿下該榜單冠軍的臺語歌曲MV。

## 商業表現
該歌曲在發行後雙雙獲得臺灣KKBOX華語及臺語的新歌及單曲週榜冠軍，並奪得華語及臺語的年度單曲累積榜榜首。此外，該歌曲從4月初到6月中旬被予笙翻唱阿肆的〈热爱105°C的你〉「治癒女生版」擠下之前，在華語單曲週榜上維持了長達11週的冠軍位置；而在台語單曲週榜上，該歌曲直至8月初才在榜單首位置落下，共計蟬聯20週。
電台方面，該歌曲在發行首週登上HITO中文排行榜第5名，並在隔週奪得最高位置第4名，共計上榜8週。
鄰近2021年年末，各大線上音樂平台陸續公布當年收聽次數最多的歌曲，該歌曲在Apple Music上獲得季軍，而在Spotify上則獲得亞軍。

## 評價和獎項
臺灣《美麗佳人》表示該歌曲中的歌詞「愛情你比我想的閣較偉大，你予我這世人最後的期待，你是我的未來希望你會了解」有如《當男人戀愛時》片中阿成對浩婷的愛情宣言。《遠見雜誌》認為在茄子蛋量身打造的歌曲下，《當男人戀愛時》縈繞著滿滿的浪漫，朗朗上口的歌詞和令人過目不忘的台式美學，不斷地點綴出電影的完美，讓觀眾彷彿能跟著電影的情緒，深深牽動著心底的漣漪。
臺灣《GQ》認為歌詞「愛你愛甲白目眉」一句道盡了阿成對浩婷的痴戀，讓觀眾在看完電影之後，還是能藉由茄子蛋的歌聲細細回味。《上報》認為該歌曲的前奏有著《天橋上的魔術師》裡〈泰山男孩〉的魔力。《Am730》稱該歌曲令這場戲完美地表達出了阿成那份暖男情深的愛。Apple Music表示該歌曲將一貫的漂浪情懷與劇情完美契合，搖滾樂與強力合成器的節拍打造出比舊作更洗腦的傳唱歌曲。
歌曲入圍第58届金马奖最佳原創電影歌曲，惟最後敗給艾怡良為《我沒有談的那場戀愛》編唱的主題曲〈我這個人〉。2022年7月2日，歌曲在第33屆金曲獎上獲得年度歌曲獎，獎項由小S、陶晶瑩攜手頒發。該屆評審團主席阿弟仔告訴關鍵評論網，本次評審在入圍階段各獎項投票前，都會討論入圍名單是否有增額需求。由於評審認為2021年的整體表現「令人驚艷」，包括年度歌曲獎在內的諸多獎項都獲得增額，而〈愛情你比我想的閣較偉大〉在多了一個對手（共8組）競爭的情況下雀屏中選，評審認為：「這首歌旋律或製作都成功掌握音樂內涵與市場品味，不但是厲害的旋律、也是有質感的作品。」

## 現場表演
2021年3月27日，茄子蛋在大港開唱的最後一天作為壓軸藝人首次現場演唱了歌曲〈愛情你比我想的閣較偉大〉。同年11月12日，茄子蛋應邀以形象大使的身份在怪物職人頒獎典禮上演唱該歌曲。同月27日，茄子蛋在第58屆金馬獎頒獎典禮上演唱該歌曲。同年12月11日，茄子蛋擔任新北市歡樂耶誕城巨星耶誕演唱會的開場嘉賓，並以該歌曲揭開序曲。同月18日，茄子蛋在新北市「Good Day 有愛大聲唱」擁抱好日子公益演唱會上演唱該歌曲。2022年1月1日，茄子蛋在臺北最High新年城上演唱該歌曲。

## 排行榜
| 排行榜（2021年）        | 最高位置 |
| ----------------------- | -------- |
| 臺灣（KKBOX華語單曲）   | 1        |
| 臺灣（KKBOX臺語單曲）   | 1        |
| 臺灣（HITO中文排行榜）  | 4        |
| 臺灣（MyMusic臺語單曲） | 1        |
| 臺灣（MyMusic搖滾單曲） | 1        |

| 排行榜（2022年） | 最高位置 |
| ---------------- | -------- |
| 臺灣（告示牌）   | 4        |

| 排行榜（2021年）      | 位置 |
| --------------------- | ---- |
| 臺灣（KKBOX華語單曲） | 1    |
| 臺灣（KKBOX台語單曲） | 1    |

## 幕後團隊
以下摘自該歌曲的MV在YouTube上的說明文字。
錄音室
- 主要錄音室 – 89 studio
- 鼓錄音室 – Lights Up Studio
- 混音室 – Rave Sound Studio
- 母帶後期處理工作室 – Rave Sound Studio

製作人員
- 鍵盤/合成器 – 黃奇斌
- 吉他/和聲 – 蔡鎧任、謝耀德
- 鼓 – 潘維瀚
- 主要錄音師 – 鍾濰宇
- 鼓錄音師 – 蔡周翰
- 鼓錄音助理 – 于世政
- 人聲音訊編輯 – 游景棠
- 混音師 – 周已敦
- 母帶後期處理工程師 – 周已敦

## 外部連結
- YouTube上的〈愛情你比我想的閣較偉大〉（第58屆金馬獎現場表演）